# 안티노리 궁전

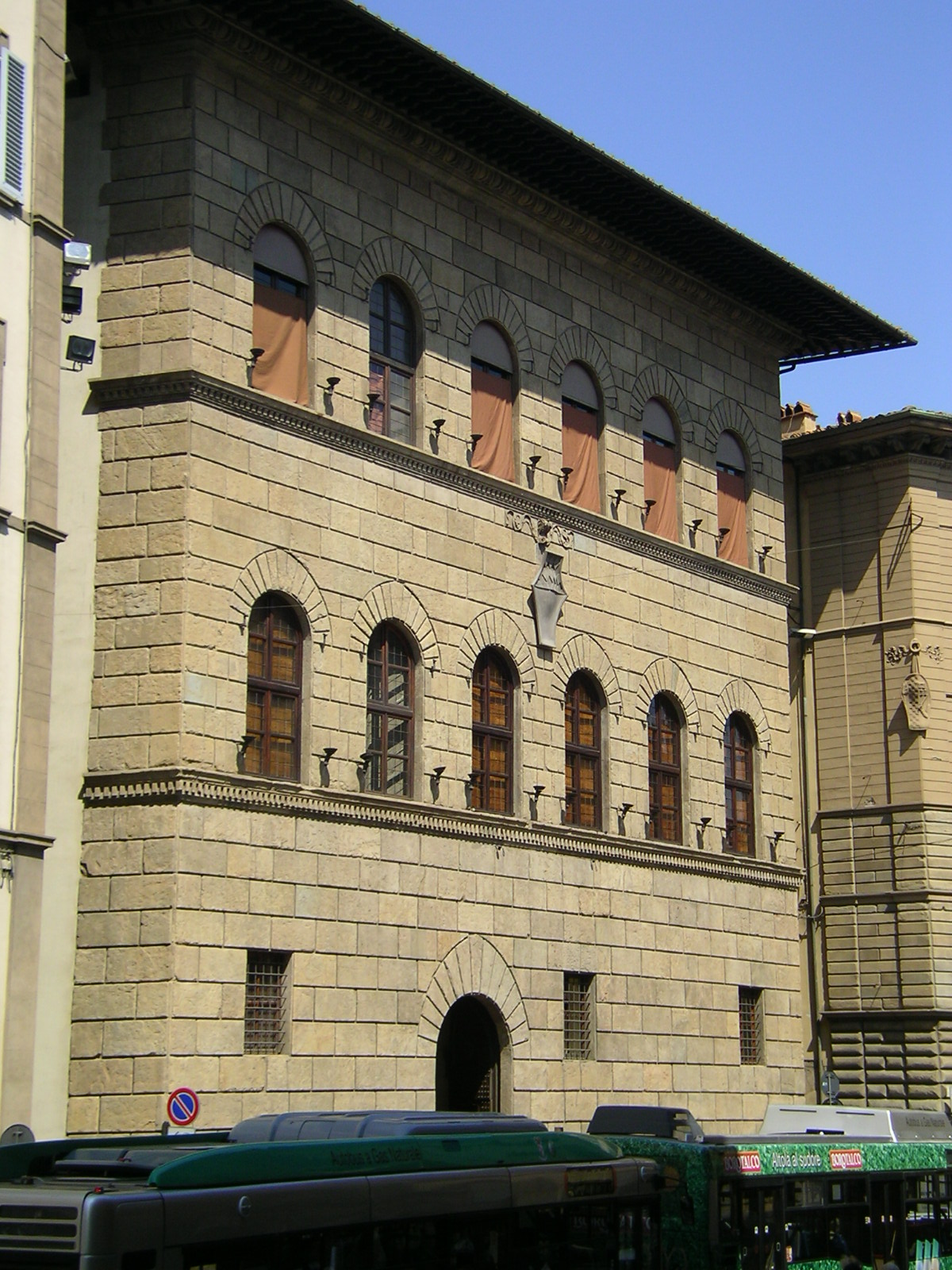
안티노리 궁전의 파사

안티노리 궁전(Palazzo Antinori)은 이탈리아 피렌체의 토르나부오니 거리 북쪽 끝에 자리 잡은 르네상스풍의 궁전이다.

## 역사
안티노리 궁전은 1461년–1469년에 걸쳐 지어졌으며, 아마 조반니 디 보노 보니(Giovanni di Bono Boni)의 의뢰를 받아 줄리아노 다 마이아노가 설계한 것으로 추정한다. 궁전은 미완성의 상태로 1575년에 마르텔리 (Martelli) 가문에 매각되었으며, 마르텔리가는 이를 니콜로 안티노리에게 매도하였고, 안티노리는 바키오 다뇰로에게 맡겨 몇 차례 수정 (파사드 뒤쪽)과 장식 (내부 정원)을 더 했다. 1920년대에서 1965년까지 (전쟁 기간 공백이 있는 가운데), 안티노리 궁전은 피렌체 영국 문화원이 위치했었다.
건물은 여전히 안티노리 가문의 소유이며, 꼭대기에서 2층은 아직까지도 안티노리 가문이 거주하고 있다.

## 묘사
팔라초 안티노리는 직사각형 모양의 구조이고 부분적으로는 메디치 궁전의 영향을 받았다. 내부에는 측면 네 곳에는 둥근 아치, 교차 궁륭, 조각 되어 있는 사암 (피에트라 세레나) 주두들이 있는 르네상스풍 포르티코가 위치해 있다. 궁륭의 중심축에도 유사한 장식이 들어가 있다.
벽면의 니치에는 돌처럼 보이는 해면을 든 베누스 조각상이 갖춰져 있는 18세기 분수가 있다.
정원은 바르톨리니 살림베니 궁전과 유사한 내부 문을 통해 접근하며, 이 구조는 바키오 다뇰로가 16세기에 벌인 개조 때 이뤄진 것이다.

## 참고 문헌
- Vannucci, Marcello (1995). 《Splendidi palazzi di Firenze》. Florence: Le Lettere.